# Matrimonio igualitario en Nueva Zelanda
El matrimonio igualitario es legal en Nueva Zelanda desde el 17 de abril de 2013, fecha en la que una ley que abrió este derecho a las parejas del mismo sexo fue sancionada, convirtiéndose en el primer país del Asia-Pacífico en legalizarlo. Anteriormente ya se reconocían casi todos los derechos y las obligaciones del matrimonio heterosexual a través de las uniones civiles.
Durante las elecciones de 2005, la primera ministra Helen Clark, dijo que en pensaba que era discriminatorio excluir las parejas del mismo sexo de la Ley de Matrimonio de 1955, pero que no quería presionar para cambiar la ley.
Sin embargo, a finales de julio de 2012, el Partido Laborista de Manurewa presentó un proyecto de igualdad matrimonial, después de haber sido extraído de la votación. El 17 de abril de 2013, tras un gran debate político en el país que llevó a hacer tres lecturas desde agosto de 2012, decidió aprobar la legalización del matrimonio entre parejas del mismo sexo, lo que convierte al país en el primero de Asia Pacífico y Oceanía en aprobarse y el decimotercero del mundo. Se aprobó por 77 votos a favor frente a 44 votos en contra, la ley entrará en vigor en agosto de ese mismo año.

## Proyecto de enmienda al matrimonio
En 2005, el parlamentario de United Future, Gordon Copeland, patrocinó una enmienda que de ser aprobada habría modificado la Ley de Matrimonio para definir el matrimonio como la unión entre un hombre y una mujer, y hubiera modificado protecciones contra la discriminación. Este movimiento fue duramente criticado por los opositores de la legislación, como Michael Cullen como un ataque demasiado "radical" a la Declaración de Derechos. El proyecto de ley también hubiera prohibido el reconocimiento de matrimonios entre personas del mismo sexo de países extranjeros así como en Nueva Zelanda.
El proyecto de ley tuvo su debate en primera lectura el 7 de diciembre de 2005, y posteriormente fue rechazado con 47 votos a favor, y 73 en contra.
| Partido             | Votos a favor | Votos en contra |
| ------------------- | ------------- | --------------- |
| Partido Laborista   | 1             | 49              |
| Partido Nacional    | 36            | 12              |
| New Zealand First   | 5             | 2               |
| ACT                 | 2             | -               |
| Partido Verde       | -             | 6               |
| Futuro Unido        | 3             | -               |
| Partido Progresista | -             | 1               |
| Partido Maorí       | -             | 3               |
| Total               | 47            | 73              |

## Campaña LegaliseLove
En agosto de 2011 se puso en marcha una campaña para promover la igualdad matrimonial y de adopción, y en octubre de ese mismo año se organizó una protesta en los edificios del Parlamento de Nueva Zelanda. El Partido Laborista y el Partido Verde dieron su apoyo a la campaña, pero esta no fue apoyada por el Partido Nacional, que retuvo el poder en las elecciones generales de noviembre de 2011, obteniendo un nuevo mandato por tres años.

## Aprobación
El 17 de abril de 2013, tras un gran debate político en el país que llevó a hacer tres lecturas desde agosto de 2012, decidió aprobar la legalización del matrimonio entre parejas del mismo sexo, lo que convierte al país en el primero de Asia Pacífico y Oceanía en aprobarse y el decimotercero del mundo. Se aprobó por 77 votos a favor frente a 44 votos en contra, la ley entrará en vigor en agosto de ese mismo año.

## Territorios externos de Nueva Zelanda
El Reino de Nueva Zelanda se compone de Nueva Zelanda, Tokelau, la Dependencia Ross, las Islas Cook y Niue.
Aunque en 2013 se aprobó el matrimonio entre personas del mismo sexo en todo el país, el parlamento de Nueva Zelanda no puede promulgar leyes efectivas para todo el reino. En concreto, esta ley no es válida para el territorio de Tokelau ni para los Estados libres asociados de las Islas Cook y Niue. Así, para que estos tres territorios dispusieran de una ley similar a la aprobada en el resto de Nueva Zelanda, deberán aprobarla individualmente sus respectivos gobiernos.

## Opinión pública
Una encuesta de New Zealand Herald en el 2004 encontró que el 40% de los neozelandeses apoyaba matrimonios entre personas del mismo sexo y un 54% estaba en contra. Una encuesta de Research New Zealand, en el 2011, encontró que el 60% estaban a favor y 34% en contra, con un apoyo del 79% entre los mayores de 18 y menores de 34 años de edad. De acuerdo a otra encuesta de mayo de 2012, el 63% de los neozelandeses apoyaban la igualdad matrimonial, y el 31% estaban en contra.